# Los Alvarez (Teksas)
Los Alvarez je naseljeno mjesto za statističke potrebe u američkoj saveznoj državi Teksas. Prema popisu stanovništva iz 2010. u njemu je živjelo 303 stanovnika.